# Turó de la Mel
El Turó de la Mel és una muntanya de 404 metres que es troba al municipi de Castellolí, a la comarca de l'Anoia.
Segons l'Informe de Sostenibilitat Ambiental de 2012 és un espai d'interès natural en ser un hàbitat d'interés comunitari tipus «Pinedes submediterrànies de pinassa (Pinus nigra sbsp. Salzmannii)» i un indret d'interés històric. Al peu del turó s'hi troba el balneari de la Puda, conegut per les fonts d'aigües sulfuroses i el Santuari de la Mare de Déu del Remei.